# Palais Hunyadi
Le Palais Hunyadi (en hongrois : Hunyadi-palota) est un édifice situé dans le 8e arrondissement de Budapest.